# کلین گریشهورن
کلین گریشهورن (به ایتالیایی: Piccolo Corno Gries) یک کوه در ایتالیا است که در کانتون تیچینو واقع شده‌است. کلین گریشهورن ۲٬۹۳۰ متر بالاتر از سطح دریا واقع شده‌است.